# Gonatus antarcticus
Gonatus antarcticus é uma lula da família família Gonatidae. A espécie é apenas identificada no oceano Atlântico Sul mas pode ser circum-polar.

## Distribuicao
G. antarcticus ocorre em águas do Antárctico. O seu alcance pode ser circumpolar com distribuição Antarctica e sub-Antarctica.

## Ecologia
Esta lula é predada por diversos predadores do Oceano Antárctico, tais como os Albatrozes, Cachalotes,focas e pinguins.
Tendo em conta as assinaturas isotópicas de espécimens recolhidos na natureza, estas lulas possivelmente serão predadores de topo no seu habitat natural.